# AciÐ FLavoR
AciÐ FLavoR (アシッドフレーバー) est un groupe de J-rock composé de quatre membres.

## Biographie
AciÐ FLavoR est un groupe créé en 1999 par Ryo et Tei, deux amis de longue date. Après plusieurs réarrangements en début de carrière, le groupe prend sa formation actuelle en 2003.
Bien que leur style s'apparente au J-rock, leur musique est particulièrement travaillée. Chansons et mélodies sont composées par Ryo, le leader, qui a derrière lui des années d'expérience - il a en effet commencé, sous l'impulsion familiale, à étudier le piano dans l'optique d'y mener une carrière à l'âge de 3 ans.
AciÐ FLavoR est découvert du public européen par une double date à l'Animansion en Belgique en mars 2008. En juillet 2008, ils se produisent deux fois à la Japan Expo, dont une fois en acoustique.
Ils sont en tournée en France et en Belgique du 29 octobre au 1er novembre et se produisent au Café de la Danse à Paris, puis font deux dates en Belgique, dont une à l'Asianim.
Le 1er février 2010, le groupe annonce sa séparation.

## Anecdotes
Le nom du groupe, AciÐ FLavoR, est évidemment une allusion au LSD, que l'argot américain appelle « Acid ». Le groupe l'a choisi car ils voulaient rendre le public « accro » à leur musique.

## Membres

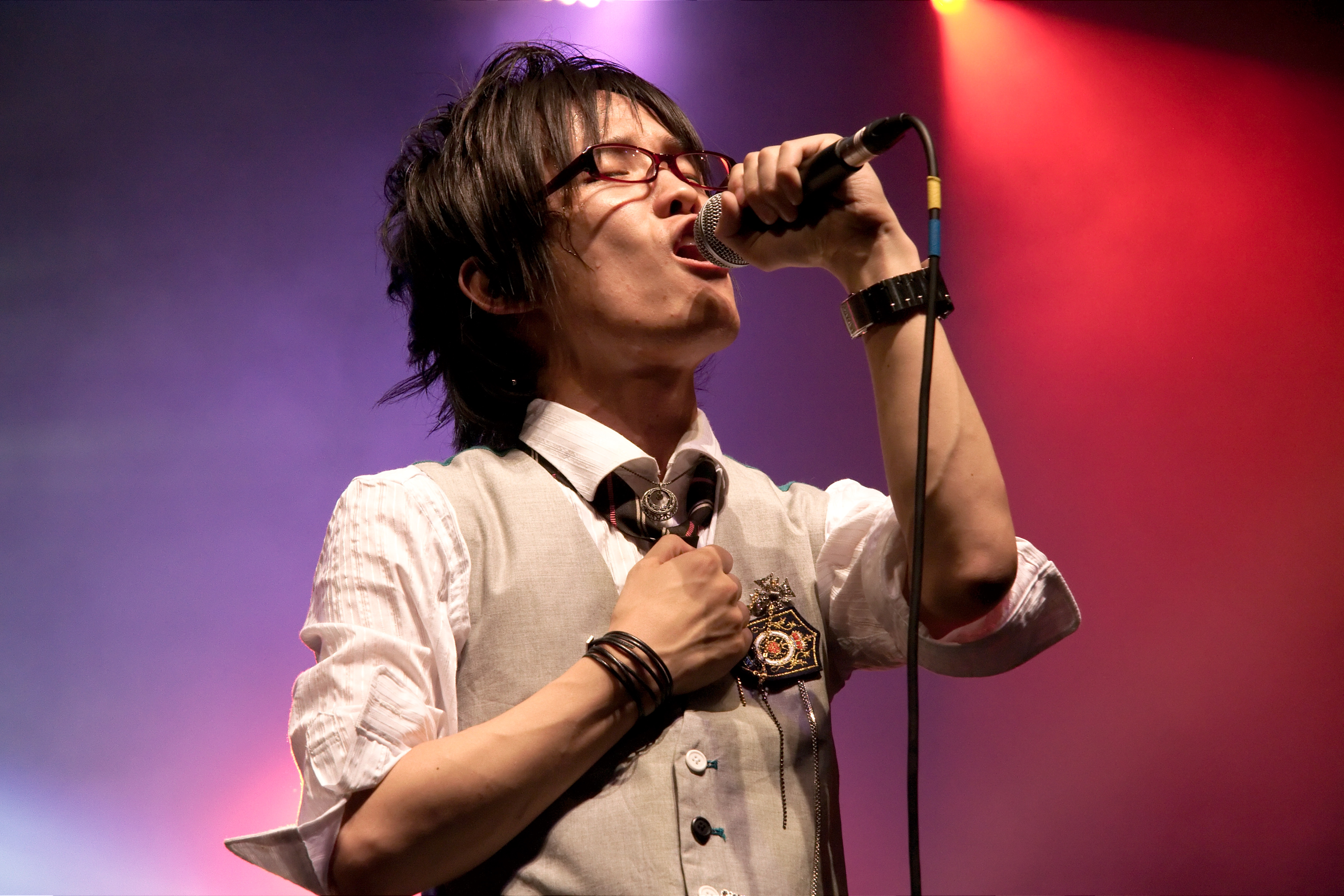
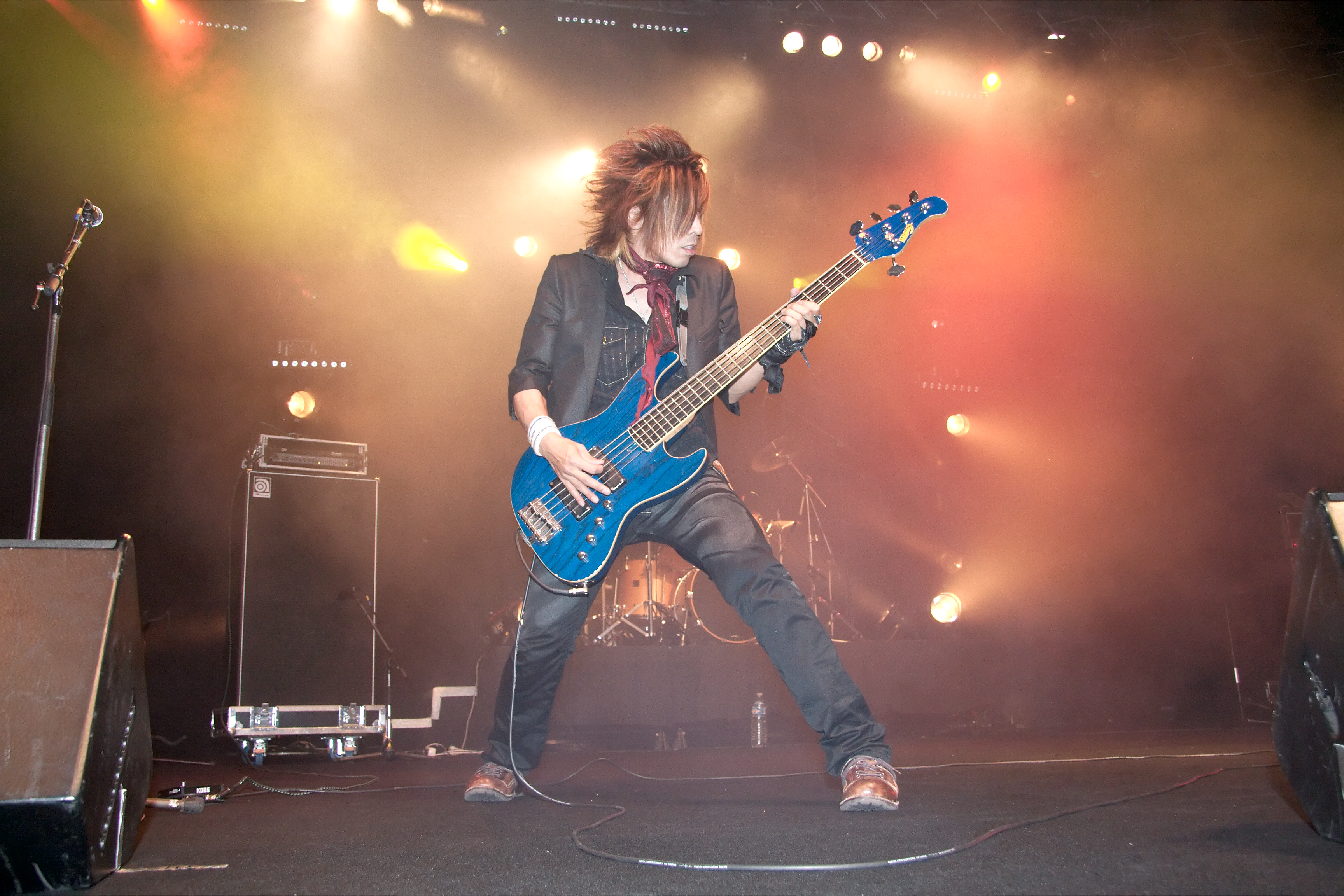
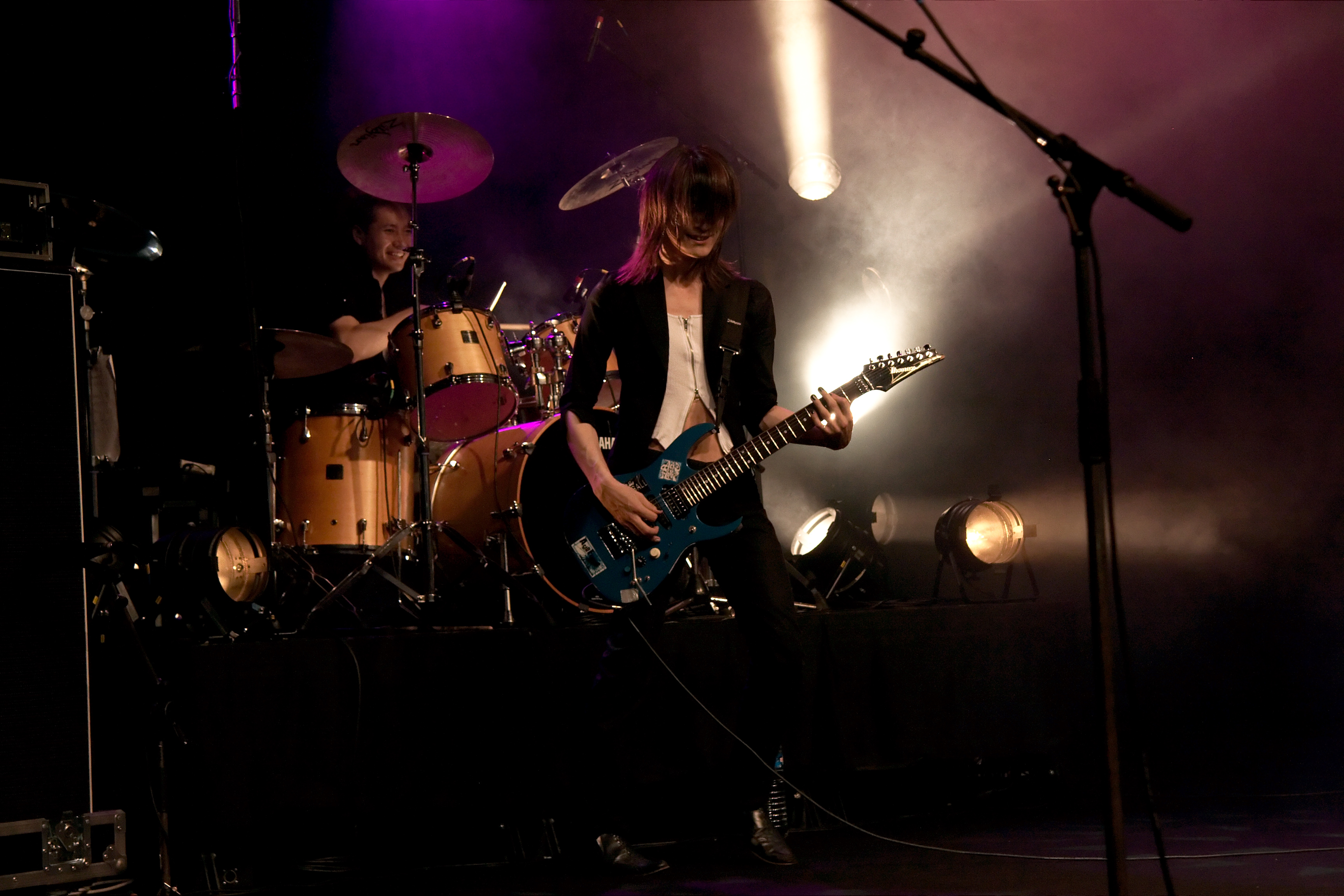

- Ryo (guitare)
- Shigeru (chant)
- Tei (basse)
- aijû] (batterie)